# Catedral de Monreale
La catedral de Monreale (Ciutat metropolitana de Palerm, Sicília) és un dels més grans assoliments de l'art normand en el món. És notable la seva fusió amb l'art àrab que imperava a Sicília abans de la conquesta de l'illa per part dels normands. L'església va ser fundada el 1172 per Guillem II de Sicília, i molt aviat, al costat seu es va aixecar un monestir benedictí.
La catedral és famosa pels impressionants mosaics daurats que cobreixen tot l'interior, on es poden contemplar escenes tant de l'Antic Testament, com del Nou.

## Interior

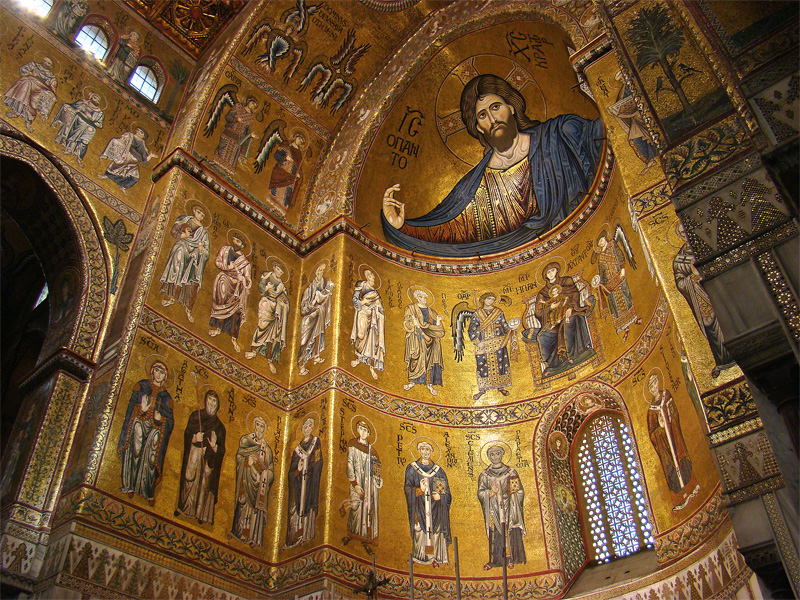
Mosaic de l'absis central amb el Crist pantocràtor

L'interior de la catedral té planta de creu llatina amb un creuer lleugerament sobresortint que, de fet, és una continuació dels costats del presbiteri de les naus laterals. Les naus laterals acaben amb un absis semicircular; estan dividides per columnes amb capitells que sostenen arcs de tipus àrab. Els sostres amb bigues al descobert són pintats amb decoració de tipus àrab; el del creuer va ser reconstruït el 1811 després d'un incendi que va destruir part del sostre. La planta, que es va completar al segle xvi, és de mosaic, amb discs de pòrfir i granit, i amb bandes de marbre entrellaçades en línia discontínua.
Els murs i els extrems de les naus de la part superior estan coberts amb mosaics de l'escola romana d'Orient amb fons d'or, realitzats al segle xii i a mitjan segle xiii, en part per treballadors locals i en part per venecians, formats en l'escola romana d'Orient. Aquests mosaics representen històries cícliques de l'Antic i el Nou Testament; a la conca de l'absis central està la colossal figura del Crist pantocràtor. Al costat dret està el sarcòfag de pòrfir de Guillem I, i el de marbre de Guillem II el Bo. Al costat esquerre, entre les tombes del segle xix, es troben les restes de Margarida de Navarra i Sicília, esposa de Guillem I, i dels seus fills Roger i Enric.

## Claustre

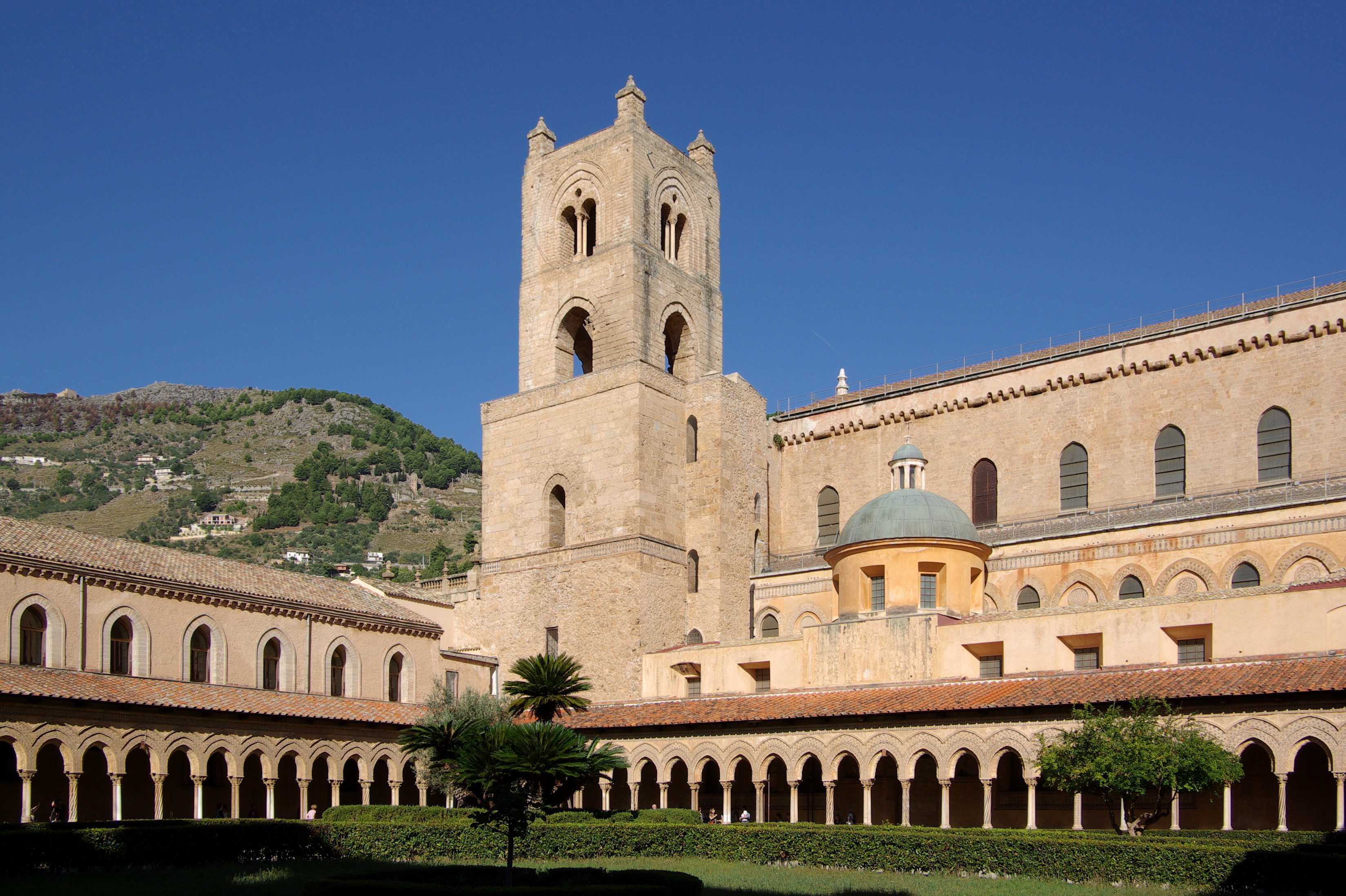
Vista del claustre

La catedral està flanquejada pel claustre del monestir benedictí, construït a la fi del segle xii i seguint l'exemple de l'art romà d'Orient. Es tracta d'un edifici purament romànic, un quadrat de 47 metres de costat, amb un pòrtic amb arcs de mig punt. Els arcs recolzen en 228 columnes dobles, i mostren una ornamentació alternativa; alguns estan gravats amb arabescs i d'altres amb incrustacions de mosaics. Els capitells presenten escenes de la Bíblia.
Al sud, hi ha un recinte quadrangular delimitat per tres arcs a cada costat. En el centre es troba una font realitzada amb una columna ricament tallada al fust amb forma de palmera i a la base amb figures, fulles i caps. L'aigua flueix en fins raigs de les boques humanes i dels lleons. Les bases de les columnes del claustre mostren una gran varietat de motius ornamentals: fulles, rosetes, potes de lleó, caps d'animals diversos, grups de persones, granotes i sargantanes. La seva execució té importants diferències amb la dels capitells, cosa que fa suposar que el treball es va realitzar per artesans subordinats. Els capitells dels grups de quatre columnes col·locats als angles del claustre són especialment realitzats amb gran delicadesa i mestratge.